# 1342 Brabantia
1342 Brabantia è un asteroide della fascia principale del diametro medio di circa 18 km. Scoperto nel 1935, presenta un'orbita caratterizzata da un semiasse maggiore pari a 2,2897205 UA e da un'eccentricità di 0,2018309, inclinata di 20,91965° rispetto all'eclittica.
Il suo nome fa riferimento al provincia del Brabante Settentrionale, nei Paesi Bassi